# Hitsville USA

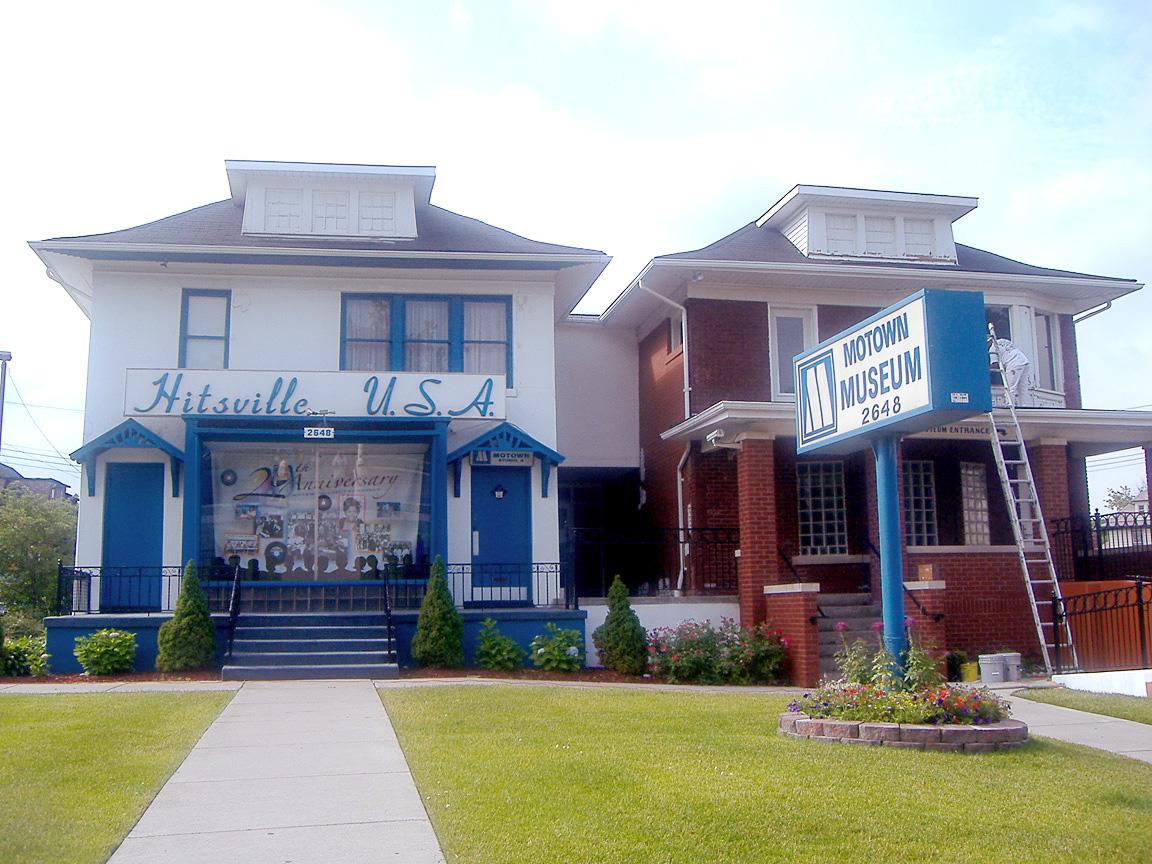
Motown Museum

"Hitsville USA" is de bijnaam voor het eerste hoofdkantoor van Motown Records, dat was gevestigd in 2648 West Grand Boulevard in Detroit, Michigan.
Voordat Berry Gordy, de oprichter van Motown het gebouw in 1959 kocht, was in het pand een fotostudio gevestigd. Het gebouw werd omgebouwd tot hoofdkantoor annex opnamestudio, waar 22 uur per dag opnames plaats konden vinden.
Nadat Gordy in 1972 Motown Records naar Los Angeles verplaatste, werd de Hitsville-studio omgevormd naar het Motown Museum